# Lista campionilor mondiali la patinaj viteză
Lista campionilor mondiali la patinaj viteză, cuprinde sportvii medaliați cu aur, argint și bronz.

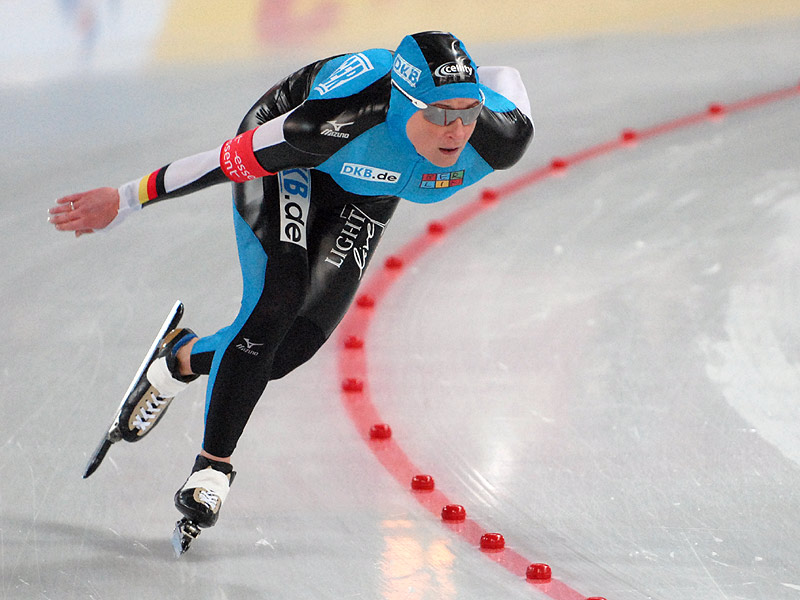
Claudia Pechstein

## Bărbați

### Probe combinat
| Anul | Locul                      | Aur                                | Argint                             | Bronz                                   |
| ---- | -------------------------- | ---------------------------------- | ---------------------------------- | --------------------------------------- |
| 1889 | Țările de Jos              | nu este cunoscut                   | nu este cunoscut                   | nu este cunoscut                        |
| 1890 | Țările de Jos              | nu este cunoscut                   | nu este cunoscut                   | nu este cunoscut                        |
| 1891 | Țările de Jos              | Joseph F. Donoghue (USA)           | nu este cunoscut                   | nu este cunoscut                        |
| 1892 | Țările de Jos              | n-a avut loc                       | n-a avut loc                       | n-a avut loc                            |
| 1893 | Țările de Jos              | Jaap Eden (NED)                    | nu este cunoscut                   | nu este cunoscut                        |
| 1894 | Suedia                     | nu este cunoscut                   | nu este cunoscut                   | nu este cunoscut                        |
| 1895 | Norvegia                   | Jaap Eden (NED)                    | nu este cunoscut                   | nu este cunoscut                        |
| 1896 | Rusia                      | Jaap Eden (NED)                    | nu este cunoscut                   | nu este cunoscut                        |
| 1897 | Canada                     | Canada                             | nu este cunoscut                   | nu este cunoscut                        |
| 1898 | Elveția                    | Peder Østlund (NOR)                | nu este cunoscut                   | nu este cunoscut                        |
| 1899 | Germania                   | Peder Østlund (NOR)                | nu este cunoscut                   | nu este cunoscut                        |
| 1900 | Norvegia                   | Norvegia                           | nu este cunoscut                   | nu este cunoscut                        |
| 1901 | Suedia                     | Franz Frederik Wathén (FIN)        | nu este cunoscut                   | nu este cunoscut                        |
| 1902 | Finlanda                   | nu este cunoscut                   | nu este cunoscut                   | nu este cunoscut                        |
| 1903 | Rusia                      | nu este cunoscut                   | nu este cunoscut                   | nu este cunoscut                        |
| 1904 | Norvegia                   | Norvegia                           | nu este cunoscut                   | nu este cunoscut                        |
| 1905 | Țările de Jos              | Țările de Jos                      | nu este cunoscut                   | nu este cunoscut                        |
| 1906 | Finlanda                   | nu este cunoscut                   | nu este cunoscut                   | nu este cunoscut                        |
| 1907 | Norvegia                   | nu este cunoscut                   | nu este cunoscut                   | nu este cunoscut                        |
| 1908 | Elveția                    | Norvegia                           | Martin Sætherhaug (NOR)            | Moje Öholm (SWE)                        |
| 1909 | Norvegia                   | Oscar Mathisen (NOR)               | Oluf Steen (NOR)                   | Otto Andersson (Eisschnellläufer) (SWE) |
| 1910 | Finlanda                   | Nikolai Strunnikow (RUS)           | Oscar Mathisen (NOR)               | Martin Sætherhaug (NOR)                 |
| 1911 | Norvegia                   | Nikolai Strunnikow (RUS)           | Martin Sætherhaug (NOR)            | Henning Olsen (NOR)                     |
| 1912 | Norvegia                   | Oscar Mathisen (NOR)               | Gunnar Strömsten (FIN)             | Trygve Lundgren (NOR)                   |
| 1913 | Finlanda                   | Oscar Mathisen (NOR)               | Wassili Ippolitow (RUS)            | Nikita Naidenow (RUS)                   |
| 1914 | Norvegia                   | Oscar Mathisen (NOR)               | Wassili Ippolitow (RUS)            | Wäinö Wickstrøm (FIN)                   |
| 1922 | Norvegia                   | Harald Strøm (NOR)                 | Roald Larsen (NOR)                 | Clas Thunberg (FIN)                     |
| 1923 | Suedia                     | Clas Thunberg (FIN)                | Harald Strøm (NOR)                 | Jakov Melnikov (URS)                    |
| 1924 | Finlanda                   | Roald Larsen (NOR)                 | Uuno Pietilä (FIN)                 | Julius Skutnabb (FIN)                   |
| 1925 | Norvegia                   | Clas Thunberg (FIN)                | Uuno Pietilä (FIN)                 | Roald Larsen (NOR)                      |
| 1926 | Norvegia                   | Ivar Ballangrud (NOR)              | Roald Larsen (NOR)                 | Bernt Evensen (NOR)                     |
| 1927 | Finlanda                   | Bernt Evensen (NOR)                | Clas Thunberg (FIN)                | Armand Carlsen (NOR)                    |
| 1928 | Elveția                    | Clas Thunberg (FIN)                | Ivar Ballangrud (NOR)              | Bernt Evensen (NOR)                     |
| 1929 | Norvegia                   | Clas Thunberg (FIN)                | Ivar Ballangrud (NOR)              | Michael Staksrud (NOR)                  |
| 1930 | Norvegia                   | Michael Staksrud (NOR)             | Ivar Ballangrud (NOR)              | Dolf van der Scheer (NED)               |
| 1931 | Finlanda                   | Clas Thunberg (FIN)                | Bernt Evensen (NOR)                | Ivar Ballangrud (NOR)                   |
| 1932 | Statele Unite ale Americii | Ivar Ballangrud (NOR)              | Michael Staksrud (NOR)             | Bernt Evensen (NOR)                     |
| 1933 | Norvegia                   | Hans Engnestangen (NOR)            | Michael Staksrud (NOR)             | Ivar Ballangrud (NOR)                   |
| 1934 | Finlanda                   | Bernt Evensen (NOR)                | Birger Wasenius (FIN)              | Ivar Ballangrud (NOR)                   |
| 1935 | Norvegia                   | Michael Staksrud (NOR)             | Ivar Ballangrud (NOR)              | Hans Engnestangen (NOR)                 |
| 1936 | Elveția                    | Ivar Ballangrud (NOR)              | Birger Wasenius (FIN)              | Eddie Schroeder (USA)                   |
| 1937 | Norvegia                   | Michael Staksrud (NOR)             | Birger Wasenius (FIN)              | Max Stiepl (AUT)                        |
| 1938 | Elveția                    | Ivar Ballangrud (NOR)              | Karl Wazulek (AUT)                 | Charles Mathiesen (NOR)                 |
| 1939 | Finlanda                   | Birger Wasenius (FIN)              | Alfons Berzins (LAT)               | Charles Mathiesen (NOR)                 |
| 1947 | Norvegia                   | Lassi Parkkinen (FIN)              | Sverre Farstad (NOR)               | Åke Seyffarth (SWE)                     |
| 1948 | Finlanda                   | Norvegia                           | Johnny Werkert (USA)               | Norvegia                                |
| 1949 | Norvegia                   | Ungaria                            | Țările de Jos                      | Norvegia                                |
| 1950 | Suedia                     | Norvegia                           | Norvegia                           | Statele Unite ale Americii              |
| 1951 | Elveția                    | Norvegia                           | Regatul Unit                       | Ungaria                                 |
| 1952 | Norvegia                   | Norvegia                           | Finlanda                           | Norvegia                                |
| 1953 | Finlanda                   | Uniunea Sovietică                  | Uniunea Sovietică                  | Țările de Jos                           |
| 1954 | Japonia                    | Boris Arsenjewitsch Schilkow (URS) | Uniunea Sovietică                  | Jewgeni Romanowitsch Grischin (URS)     |
| 1955 | Uniunea Sovietică          | Suedia                             | Uniunea Sovietică                  | Uniunea Sovietică                       |
| 1956 | Norvegia                   | Uniunea Sovietică                  | Uniunea Sovietică                  | Uniunea Sovietică                       |
| 1957 | Suedia                     | Norvegia                           | Uniunea Sovietică                  | Uniunea Sovietică                       |
| 1958 | Finlanda                   | Uniunea Sovietică                  | Uniunea Sovietică                  | Norvegia                                |
| 1959 | Norvegia                   | Finlanda                           | Finlanda                           | Uniunea Sovietică                       |
| 1960 | Elveția                    | Uniunea Sovietică                  | Franța                             | Republica Democrată Germană             |
| 1961 | Suedia                     | Țările de Jos                      | Uniunea Sovietică                  | Țările de Jos                           |
| 1962 | Uniunea Sovietică          | Uniunea Sovietică                  | Țările de Jos                      | Suedia                                  |
| 1963 | Japonia                    | Jonny Nilsson (SWE)                | Norvegia                           | Nils Egil Aaness (NOR)                  |
| 1964 | Finlanda                   | Knut Johannesen (NOR)              | Uniunea Sovietică                  | Țările de Jos                           |
| 1965 | Norvegia                   | Norvegia                           | Jouko Launonen (FIN)               | Adrianus Schenk (NED)                   |
| 1966 | Suedia                     | Cornelis Verkerk (NED)             | Țările de Jos                      | Jonny Nilsson (SWE)                     |
| 1967 | Norvegia                   | Cornelis Verkerk (NED)             | Adrianus Schenk (NED)              | Fred Anton Maier (NOR)                  |
| 1968 | Suedia                     | Fred Anton Maier (NOR)             | Magne Thomassen (NOR)              | Adrianus Schenk (NED)                   |
| 1969 | Țările de Jos              | Dag Fornæss (NOR)                  | Suedia                             | Cornelis Verkerk (NED)                  |
| 1970 | Norvegia                   | Adrianus Schenk (NED)              | Magne Thomassen (NOR)              | Cornelis Verkerk (NED)                  |
| 1971 | Suedia                     | Adrianus Schenk (NED)              | Göran Claeson (SWE)                | Cornelis Verkerk (NED)                  |
| 1972 | Norvegia                   | Adrianus Schenk (NED)              | Norvegia                           | Jan Bols (NED)                          |
| 1973 | Țările de Jos              | Göran Claeson (SWE)                | Norvegia                           | Țările de Jos                           |
| 1974 | Germania                   | Sten Stensen (NOR)                 | Țările de Jos                      | Göran Claeson (SWE)                     |
| 1975 | Norvegia                   | Harm Kuipers (NED)                 | Uniunea Sovietică                  | Juri Kondakow (URS)                     |
| 1976 | Țările de Jos              | Piet Kleine (NED)                  | Sten Stensen (NOR)                 | Țările de Jos                           |
| 1977 | Țările de Jos              | Eric Heiden (USA)                  | Norvegia                           | Norvegia                                |
| 1978 | Suedia                     | Eric Heiden (USA)                  | Norvegia                           | Uniunea Sovietică                       |
| 1979 | Norvegia                   | Eric Heiden (USA)                  | Norvegia                           | Norvegia                                |
| 1980 | Țările de Jos              | Țările de Jos                      | Statele Unite ale Americii         | Tom Erik Oxholm (NOR)                   |
| 1981 | Norvegia                   | Norvegia                           | Norvegia                           | Norvegia                                |
| 1982 | Țările de Jos              | Țările de Jos                      | Uniunea Sovietică                  | Norvegia                                |
| 1983 | Norvegia                   | Norvegia                           | Suedia                             | Uniunea Sovietică                       |
| 1984 | Suedia                     | Uniunea Sovietică                  | Andreas Ehrig (GDR)                | Hilbert van der Duim (NED)              |
| 1985 | Norvegia                   | Hein Vergeer (NED)                 | Oleg Boschew (URS)                 | Hilbert van der Duim (NED)              |
| 1986 | Germania                   | Hein Vergeer (NED)                 | Oleg Boschew (URS)                 | Wiktor Schascherin (URS)                |
| 1987 | Țările de Jos              | Uniunea Sovietică                  | Uniunea Sovietică                  | Michael Hadschieff (AUT)                |
| 1988 | Kazahstan                  | Eric Flaim (USA)                   | Leo Visser (NED)                   | Dave Silk (USA)                         |
| 1989 | Norvegia                   | Leo Visser (NED)                   | Gerard Kemkers (NED)               | Geir Karlstad (NOR)                     |
| 1990 | Austria                    | Johann Olav Koss (NOR)             | Ben van der Burg (NED)             | Bart Veldkamp (BEL)                     |
| 1991 | Țările de Jos              | Johann Olav Koss (NOR)             | Roberto Sighel (ITA)               | Bart Veldkamp (BEL)                     |
| 1992 | Canada                     | Roberto Sighel (ITA)               | Falko Zandstra (NED)               | Johann Olav Koss (NOR)                  |
| 1993 | Norvegia                   | Falko Zandstra (NED)               | Johann Olav Koss (NOR)             | Rintje Ritsma (NED)                     |
| 1994 | Suedia                     | Johann Olav Koss (NOR)             | Ids Postma (NED)                   | Rintje Ritsma (NED)                     |
| 1995 | Italia                     | Rintje Ritsma (NED)                | Keiji Shirahata (JPN)              | Roberto Sighel (ITA)                    |
| 1996 | Germania                   | Rintje Ritsma (NED)                | Ids Postma (NED)                   | Keiji Shirahata (JPN)                   |
| 1997 | Japonia                    | Ids Postma (NED)                   | Keiji Shirahata (JPN)              | Frank Dittrich (GER)                    |
| 1998 | Țările de Jos              | Ids Postma (NED)                   | Rintje Ritsma (NED)                | Roberto Sighel (ITA)                    |
| 1999 | Norvegia                   | Rintje Ritsma (NED)                | Vadim Sajutin (RUS)                | Eskil Ervik (NOR)                       |
| 2000 | Statele Unite ale Americii | Gianni Romme (NED)                 | Ids Postma (NED)                   | Rintje Ritsma (NED)                     |
| 2001 | Ungaria                    | Rintje Ritsma (NED)                | Ids Postma (NED)                   | Bart Veldkamp (BEL)                     |
| 2002 | Țările de Jos              | Jochem Uytdehaage (NED)            | Dmitri Sergejewitsch Schepel (RUS) | Derek Parra (USA)                       |
| 2003 | Suedia                     | Gianni Romme (NED)                 | Rintje Ritsma (NED)                | Ids Postma (NED)                        |
| 2004 | Norvegia                   | Chad Hedrick (USA)                 | Shani Davis (USA)                  | Carl Verheijen (NED)                    |
| 2005 | Rusia                      | Shani Davis (USA)                  | Chad Hedrick (USA)                 | Sven Kramer (NED)                       |
| 2006 | Canada                     | Shani Davis (USA)                  | Enrico Fabris (ITA)                | Sven Kramer (NED)                       |
| 2007 | Canada                     | Sven Kramer (NED)                  | Enrico Fabris (ITA)                | Carl Verheijen (NED)                    |
| 2008 | Germania                   | Sven Kramer (NED)                  | Håvard Bøkko (NOR)                 | Shani Davis (USA)                       |
| 2009 | Norvegia                   | Sven Kramer (NED)                  | Håvard Bøkko (NOR)                 | Enrico Fabris (ITA)                     |
| 2010 | Țările de Jos              | Sven Kramer (NED)                  | Jonathan Kuck (USA)                | Håvard Bøkko (NOR)\|                    |

### 500 m
| Anul | Locul                             | Aur                      | Argint                                      | Bronz                     |
| ---- | --------------------------------- | ------------------------ | ------------------------------------------- | ------------------------- |
| 1996 | Hamar (NOR)                       | Hiroyasu Shimizu (JPN)   | Sergei Konstantinowitsch Klewtschenja (RUS) | Roger Strøm (NOR)         |
| 1997 | Warschau (POL)                    | Manabu Horii (JPN)       | Roger Strøm (NOR)                           | Hiroyasu Shimizu (JPN)    |
| 1998 | Calgary (CAN)                     | Hiroyasu Shimizu (JPN)   | Sylvain Bouchard (CAN)                      | Jeremy Wotherspoon (CAN)  |
| 1999 | Heerenveen (NED)                  | Hiroyasu Shimizu (JPN)   | Erben Wennemars (NED)                       | Jakko Jan Leeuwangh (NED) |
| 2000 | Nagano (JPN)                      | Hiroyasu Shimizu (JPN)   | Mike Ireland (CAN)                          | Jeremy Wotherspoon (CAN)  |
| 2001 | Salt Lake City (USA)              | Hiroyasu Shimizu (JPN)   | Jeremy Wotherspoon (CAN)                    | Casey FitzRandolph (USA)  |
| 2002 | n-a avut loc                      | n-a avut loc             | n-a avut loc                                | n-a avut loc              |
| 2003 | Berlin (GER)                      | Jeremy Wotherspoon (CAN) | Hiroyasu Shimizu (JPN)                      | Erben Wennemars (NED)     |
| 2004 | Seoul (KOR)                       | Jeremy Wotherspoon (CAN) | Dmitri Wladimirowitsch Lobkow (RUS)         | Mike Ireland (CAN)        |
| 2005 | Inzell (GER)                      | Jōji Katō (JPN)          | Jeremy Wotherspoon (CAN)                    | Hiroyasu Shimizu (JPN)    |
| 2006 | n-a avut loc                      | n-a avut loc             | n-a avut loc                                | n-a avut loc              |
| 2007 | Salt Lake City (USA)              | Lee Kang-seok (KOR)      | Yūya Oikawa (JPN)                           | Tucker Fredricks (USA)    |
| 2008 | Nagano (JPN)                      | Jeremy Wotherspoon (CAN) | Lee Kyu-hyeok (KOR)                         | Jōji Katō (JPN)           |
| 2009 | Richmond (British Columbia) (CAN) | Lee Kang-seok (KOR)      | Lee Kyu-hyeok (KOR)                         | Yu Fengtong (CHN)         |
| 2010 | n-a avut loc                      | n-a avut loc             | n-a avut loc                                | n-a avut loc              |

### 1000 m
| Anul | Locul                             | Aur                                         | Argint                               | Bronz                                       |
| ---- | --------------------------------- | ------------------------------------------- | ------------------------------------ | ------------------------------------------- |
| 1996 | Hamar (NOR)                       | Sergei Konstantinowitsch Klewtschenja (RUS) | Ådne Søndrål (NOR)                   | Jegal Sung-yeol (KOR)                       |
| 1997 | Warschau (POL)                    | Ådne Søndrål (NOR)                          | Jan Bos (NED)                        | Martin Hersman (NED)                        |
| 1998 | Calgary (CAN)                     | Sylvain Bouchard (CAN)                      | Jeremy Wotherspoon (CAN)             | Hiroyasu Shimizu (JPN)                      |
| 1999 | Heerenveen (NED)                  | Jan Bos (NED)                               | Hiroyasu Shimizu (JPN)               | Jakko Jan Leeuwangh (NED)                   |
| 2000 | Nagano (JPN)                      | Ådne Søndrål (NOR)                          | Jan Bos (NED)                        | Mike Ireland (CAN)                          |
| 2001 | Salt Lake City (USA)              | Jeremy Wotherspoon (CAN)                    | Ådne Søndrål (NOR)                   | Sergei Konstantinowitsch Klewtschenja (RUS) |
| 2002 | n-a avut loc                      | n-a avut loc                                | n-a avut loc                         | n-a avut loc                                |
| 2003 | Berlin (GER)                      | Erben Wennemars (NED)                       | Gerard van Velde (NED)               | Joey Cheek (USA)                            |
| 2004 | Seoul (KOR)                       | Erben Wennemars (NED)                       | Jeremy Wotherspoon (CAN)             | Masaaki Kobayashi (JPN)                     |
| 2005 | Inzell (GER)                      | Even Wetten (NOR)                           | Jan Bos (NED)                        | Petter Andersen (NOR) Finlanda              |
| 2006 | n-a avut loc                      | n-a avut loc                                | n-a avut loc                         | n-a avut loc                                |
| 2007 | Salt Lake City (USA)              | Shani Davis (USA)                           | Denny Morrison (CAN)                 | Lee Kyu-hyeok (KOR)                         |
| 2008 | Nagano (JPN)                      | Shani Davis (USA)                           | Jewgeni Alexejewitsch Lalenkow (RUS) | Denny Morrison (CAN)                        |
| 2009 | Richmond (British Columbia) (CAN) |                                             |                                      |                                             |
| 2010 | n-a avut loc                      | n-a avut loc                                | n-a avut loc                         | n-a avut loc                                |

### 1500 m
| Anul | Locul                | Aur                    | Argint                          | Bronz                 |
| ---- | -------------------- | ---------------------- | ------------------------------- | --------------------- |
| 1996 | Norvegia             | Jeroen Straathof (NED) | Ådne Søndrål (NOR)              | Martin Hersman (NED)  |
| 1997 | Warschau (POL)       | Rintje Ritsma (NED)    | Ådne Søndrål (NOR)              | Neal Marshall (CAN)   |
| 1998 | Calgary (CAN)        | Ådne Søndrål (NOR)     | Ids Postma (NED)                | Roberto Sighel (ITA)  |
| 1999 | Heerenveen (NED)     | Ids Postma (NED)       | Ådne Søndrål (NOR)              | Rintje Ritsma (NED)   |
| 2000 | Nagano (JPN)         | Ids Postma (NED)       | Ådne Søndrål (NOR)              | Jan Bos (NED)         |
| 2001 | Salt Lake City (USA) | Ådne Søndrål (NOR)     | Derek Parra (USA)               | Erben Wennemars (NED) |
| 2002 | n-a avut loc         | n-a avut loc           | n-a avut loc                    | n-a avut loc          |
| 2003 | Berlin (GER)         | Erben Wennemars (NED)  | Ralf van der Rijst (NED)        | Joey Cheek (USA)      |
| 2004 | Seoul (KOR)          | Shani Davis (USA)      | Mark Tuitert (NED)              | Erben Wennemars (NED) |
| 2005 | Inzell (GER)         | Rune Stordal (NOR)     | Mark Tuitert (NED)              | Even Wetten (NOR)     |
| 2006 | n-a avut loc         | n-a avut loc           | n-a avut loc                    | n-a avut loc          |
| 2007 | Salt Lake City (USA) | Shani Davis (USA)      | Erben Wennemars (NED)           | Canada                |
| 2008 | Japonia              | Denny Morrison (CAN)   | Shani Davis (USA) Țările de Jos |                       |
| 2009 | Canada               | Shani Davis (USA)      | Trevor Marsicano (USA)          | Denny Morrison (CAN)> |
| 2010 | n-a avut loc         | n-a avut loc           | n-a avut loc                    | n-a avut loc          |

### 5000 m
| Anul | Locul                             | Aur                     | Argint                | Bronz                    |
| ---- | --------------------------------- | ----------------------- | --------------------- | ------------------------ |
| 1996 | Hamar (NOR)                       | Ids Postma (NED)        | Keiji Shirahata (JPN) | Gianni Romme (NED)       |
| 1997 | Warschau (POL)                    | Rintje Ritsma (NED)     | Gianni Romme (NED)    | Frank Dittrich (GER)     |
| 1998 | Calgary (CAN)                     | Gianni Romme (NED)      | Rintje Ritsma (NED)   | Bart Veldkamp (BEL)      |
| 1999 | Heerenveen (NED)                  | Gianni Romme (NED)      | Bart Veldkamp (BEL)   | Bob de Jong (NED)        |
| 2000 | Nagano (JPN)                      | Gianni Romme (NED)      | Bob de Jong (NED)     | Keiji Shirahata (JPN)    |
| 2001 | Salt Lake City (USA)              | Bob de Jong (NED)       | Carl Verheijen (NED)  | Gianni Romme (NED)       |
| 2002 | n-a avut loc                      | n-a avut loc            | n-a avut loc          | n-a avut loc             |
| 2003 | Berlin (GER)                      | Jochem Uytdehaage (NED) | Bob de Jong (NED)     | Carl Verheijen (NED)     |
| 2004 | Seoul (KOR)                       | Chad Hedrick (USA)      | Carl Verheijen (NED)  | Gianni Romme (NED)       |
| 2005 | Inzell (GER)                      | Chad Hedrick (USA)      | Bob de Jong (NED)     | Carl Verheijen (NED)     |
| 2006 | n-a avut loc                      | n-a avut loc            | n-a avut loc          | n-a avut loc             |
| 2007 | Salt Lake City (USA)              | Sven Kramer (NED) (WR)  | Carl Verheijen (NED)  | Enrico Fabris (ITA)      |
| 2008 | Nagano (JPN)                      | Sven Kramer (NED)       | Enrico Fabris (ITA)   | Wouter Olde Heuvel (NED) |
| 2009 | Richmond (British Columbia) (CAN) | Sven Kramer (NED)       | Håvard Bøkko (NOR)    | Trevor Marsicano (USA)   |
| 2010 | n-a avut loc                      | n-a avut loc            | n-a avut loc          | n-a avut loc             |

### 10.00 m
| Anul | Locul                | Aur                    | Argint               | Bronz                |
| ---- | -------------------- | ---------------------- | -------------------- | -------------------- |
| 1996 | Hamar (NOR)          | Gianni Romme (NED)     | Bart Veldkamp (BEL)  | Frank Dittrich (GER) |
| 1997 | Warschau (POL)       | Gianni Romme (NED)     | Rintje Ritsma (NED)  | Bob de Jong (NED)    |
| 1998 | Calgary (CAN)        | Gianni Romme (NED)     | Bob de Jong (NED)    | Frank Dittrich (GER) |
| 1999 | Heerenveen (NED)     | Bob de Jong (NED)      | Gianni Romme (NED)   | Frank Dittrich (GER) |
| 2000 | Nagano (JPN)         | Gianni Romme (NED)     | Bob de Jong (NED)    | Frank Dittrich (GER) |
| 2001 | Salt Lake City (USA) | Carl Verheijen (NED)   | Bob de Jong (NED)    | Vadim Sajutin (RUS)  |
| 2002 | n-a avut loc         | n-a avut loc           | n-a avut loc         | n-a avut loc         |
| 2003 | Berlin (GER)         | Bob de Jong (NED)      | Carl Verheijen (NED) | Lasse Sætre (NOR)    |
| 2004 | Seoul (KOR)          | Carl Verheijen (NED)   | Bob de Jong (NED)    | Chad Hedrick (USA)   |
| 2005 | Inzell (GER)         | Bob de Jong (NED)      | Carl Verheijen (NED) | Chad Hedrick (USA)   |
| 2006 | n-a avut loc         | n-a avut loc           | n-a avut loc         | n-a avut loc         |
| 2007 | Salt Lake City (USA) | Sven Kramer (NED) (WR) | Carl Verheijen (NED) | Brigt Rykkje (NED)   |
| 2008 | Japonia              | Sven Kramer (NED)      | Enrico Fabris (ITA)  | Bob de Jong (NED)    |
| 2009 | Canada               | Sven Kramer (NED)      | Håvard Bøkko (NOR)   | Bob de Jong (NED)    |
| 2010 | n-a avut loc         | n-a avut loc           | n-a avut loc         | n-a avut loc         |

### Echipă
| Anul | Locul                      | Aur                                                          | Argint                                                | Bronz                                                                |
| ---- | -------------------------- | ------------------------------------------------------------ | ----------------------------------------------------- | -------------------------------------------------------------------- |
| 2005 | Germania                   | Țările de JosCarl Verheijen Mark Tuitert Erben Wennemars     | ItaliaEnrico Fabris Matteo Anesi Ippolito Sanfratello | NorvegiaPetter Andersen Eskil Ervik Odd Borgersen                    |
| 2006 | n-a avut loc               | n-a avut loc                                                 | n-a avut loc                                          | n-a avut loc                                                         |
| 2007 | Statele Unite ale Americii | Țările de Jos (WR)Carl Verheijen Sven Kramer Erben Wennemars | CanadaArne Dankers Denny Morrison Justin Warsylewicz  | RusiaJewgeni Lalenkow Iwan Skobrew Alexei Junin                      |
| 2008 | Japonia                    | Țările de JosSven Kramer Wouter Olde Heuvel Erben Wennemars  | ItaliaEnrico Fabris Matteo Anesi Luca Stefani         | GermaniaJörg Dallmann Stefan Heythausen Marco Weber                  |
| 2009 | Canada                     | Țările de JosCarl Verheijen Sven Kramer Wouter Olde Heuvel   | SuediaJohan Röjler Joel Eriksson Daniel Friberg       | Statele Unite ale AmericiiTrevor Marsicano Ryan Bedford Brian Hansen |
| 2010 | n-a avut loc               | n-a avut loc                                                 | n-a avut loc                                          | n-a avut loc                                                         |

## Femei

### Probe combinat
| Anul | Locul                     | Aur                                  | Argint                                | Bronz                                |
| ---- | ------------------------- | ------------------------------------ | ------------------------------------- | ------------------------------------ |
| 1970 | West Allis (USA)          | Ljudmila Jewgenjewna Titowa (URS)    | Nina Statkevich (URS)                 | Atje Keulen-Deelstra (NED)           |
| 1971 | Inzell (GER)              | Ruth Schleiermacher (GDR)            | Anne Henning (USA)                    | Dianne Holum (USA)                   |
| 1972 | Eskilstuna (SWE)          | Monika Pflug (GER)                   | Dianne Holum (USA)                    | Ljudmila Jewgenjewna Titowa (URS)    |
| 1973 | Oslo (NOR)                | Sheila Young (USA)                   | Atje Keulen-Deelstra (NED)            | Monika Pflug (GER)                   |
| 1974 | Innsbruck (AUT)           | Leah Poulos (USA)                    | Atje Keulen-Deelstra (NED)            | Monika Pflug (GER)                   |
| 1975 | Göteborg (SWE)            | Sheila Young (USA)                   | Heike Lange (GDR)                     | Cathy Priestner (CAN)                |
| 1976 | Berlin (GER)              | Sheila Young (USA)                   | Leah Poulos (USA)                     | Sylvia Burka (CAN)                   |
| 1977 | Alkmaar (NED)             | Sylvia Burka (CAN)                   | Leah Poulos (USA)                     | Haitske Pijlman (NED)                |
| 1978 | Lake Placid (USA)         | Lyubov Sadchikova (URS)              | Beth Heiden (USA)                     | Erwina Rys-Ferens (POL)              |
| 1979 | Inzell (GER)              | Leah Poulos-Mueller (USA)            | Beth Heiden (USA)                     | Christa Luding-Rothenburger (GDR)    |
| 1980 | West Allis (USA)          | Karin Enke (GDR)                     | Leah Poulos-Mueller (USA)             | Beth Heiden (USA)                    |
| 1981 | Grenoble (FRA)            | Karin Enke (GDR)                     | Tatyana Tarasova (URS)                | Natalja Anatoljewna Petrusjowa (URS) |
| 1982 | Alkmaar (NED)             | Natalja Anatoljewna Petrusjowa (URS) | Karin Enke (GDR)                      | Monika Pflug (GER)                   |
| 1983 | Helsinki (FIN)            | Karin Enke (GDR)                     | Natalja Anatoljewna Petrusjowa (URS)  | Christa Luding-Rothenburger (GDR)    |
| 1984 | Trondheim (NOR)           | Karin Enke (GDR)                     | Valentina Lalenkova-Golovenkina (URS) | Natalya Glebova (URS)                |
| 1985 | Heerenveen (NED)          | Christa Luding-Rothenburger (GDR)    | Angela Hauck (GDR)                    | Erwina Rys-Ferens (POL)              |
| 1986 | Karuizawa (Nagano) (JPN)  | Karin Enke (GDR)                     | Christa Luding-Rothenburger (GDR)     | Bonnie Blair (USA)                   |
| 1987 | Sainte-Foy (Québec) (CAN) | Karin Enke (GDR)                     | Bonnie Blair (USA)                    | Christa Luding-Rothenburger (GDR)    |
| 1988 | West Allis (USA)          | Christa Luding-Rothenburger (GDR)    | Karin Enke (GDR)                      | Bonnie Blair (USA)                   |
| 1989 | Heerenveen (NED)          | Bonnie Blair (USA)                   | Christa Luding-Rothenburger (GDR)     | Seiko Hashimoto (JPN)                |
| 1990 | Tromsø (NOR)              | Angela Hauck (GDR)                   | Bonnie Blair (USA)                    | Christine Aaftink (NED)              |
| 1991 | Inzell (GER)              | Monique Garbrecht-Enfeldt (GER)      | Ye Qiaobo (CHN)                       | Christine Aaftink (NED)              |
| 1992 | Oslo (NOR)                | Ye Qiaobo (CHN)                      | Bonnie Blair (USA)                    | Christa Luding-Rothenburger (GER)    |
| 1993 | Ikaho (JPN)               | Ye Qiaobo (CHN)                      | Bonnie Blair (USA)                    | Oksana Ravilova (RUS)                |
| 1994 | Calgary (CAN)             | Bonnie Blair (USA)                   | Angela Hauck (GER)                    | Xue Ruihong (CHN)                    |
| 1995 | Milwaukee (USA)           | Bonnie Blair (USA)                   | Oksana Ravilova (RUS)                 | Franziska Schenk (GER)               |
| 1996 | Heerenveen (NED)          | Chris Witty (USA)                    | Edel Therese Høiseth (NOR)            | Franziska Schenk (GER)               |
| 1997 | Hamar (NOR)               | Franziska Schenk (GER)               | Xue Ruihong (CHN)                     | Chris Witty (USA)                    |
| 1998 | Berlin (GER)              | Catriona LeMay-Doan (CAN)            | Sabine Völker (GER)                   | Chris Witty (USA)                    |
| 1999 | Calgary (CAN)             | Monique Garbrecht-Enfeldt (GER)      | Catriona LeMay-Doan (CAN)             | Sabine Völker (GER)                  |
| 2000 | Seoul (KOR)               | Monique Garbrecht-Enfeldt (GER)      | Chris Witty (USA)                     | Marianne Timmer (NED)                |
| 2001 | Inzell (GER)              | Monique Garbrecht-Enfeldt (GER)      | Eriko Sanmiya (JPN)                   | Catriona LeMay-Doan (CAN)            |
| 2002 | Hamar (NOR)               | Catriona LeMay-Doan (CAN)            | Andrea Nuyt (NED)                     | Anschelika Kotjuga (BLR)             |
| 2003 | Calgary (CAN)             | Monique Garbrecht-Enfeldt (GER)      | Cindy Klassen (CAN)                   | Shihomi Shin’ya (JPN)                |
| 2004 | Nagano (JPN)              | Marianne Timmer (NED)                | Anni Friesinger-Postma (GER)          | Jennifer Rodriguez (USA)             |
| 2005 | Salt Lake City (USA)      | Jennifer Rodriguez (USA)             | Anschelika Kotjuga (BLR)              | Sabine Völker (GER)                  |
| 2006 | Heerenveen (NED)          | Swetlana Sergejewna Schurowa (RUS)   | Wang Manli (CHN)                      | Chiara Simionato (ITA)               |
| 2007 | Hamar (NOR)               | Anni Friesinger-Postma (GER)         | Ireen Wüst (NED)                      | Cindy Klassen (CAN)                  |
| 2008 | Heerenveen (NED)          | Jenny Wolf (GER)                     | Anni Friesinger-Postma (GER)          | Annette Gerritsen (NED)              |
| 2009 | Moskau (RUS)              | Wang Beixing (CHN)                   | Jenny Wolf (GER)                      | Yu Jing (CHN)                        |

### 500 m
| Anul | Locul                             | Aur                                | Argint                             | Bronz                              |
| ---- | --------------------------------- | ---------------------------------- | ---------------------------------- | ---------------------------------- |
| 1996 | Hamar (NOR)                       | Swetlana Sergejewna Schurowa (RUS) | Kyoko Shimazaki (JPN)              | Tomomi Okazaki (JPN)               |
| 1997 | Warschau (POL)                    | Xue Ruihong (CHN)                  | Sabine Völker (GER)                | Franziska Schenk (GER)             |
| 1998 | Calgary (CAN)                     | Catriona LeMay-Doan (CAN)          | Swetlana Sergejewna Schurowa (RUS) | Tomomi Okazaki (JPN)               |
| 1999 | Heerenveen (NED)                  | Catriona LeMay-Doan (CAN)          | Swetlana Sergejewna Schurowa (RUS) | Tomomi Okazaki (JPN) Țările de Jos |
| 2000 | Nagano (JPN)                      | Monique Garbrecht-Enfeldt (GER)    | Swetlana Sergejewna Schurowa (RUS) | Catriona LeMay-Doan (CAN)          |
| 2001 | Salt Lake City (USA)              | Catriona LeMay-Doan (CAN)          | Monique Garbrecht-Enfeldt (GER)    | Swetlana Sergejewna Schurowa (RUS) |
| 2002 | n-a avut loc                      | n-a avut loc                       | n-a avut loc                       | n-a avut loc                       |
| 2003 | Berlin (GER)                      | Monique Garbrecht-Enfeldt (GER)    | Wang Manli (CHN)                   | Anschelika Kotjuga (BLR)           |
| 2004 | Seoul (KOR)                       | Wang Manli (CHN)                   | Anschelika Kotjuga (BLR)           | Ren Hui (CHN)                      |
| 2005 | Inzell (GER)                      | Wang Manli (CHN)                   | Wang Beixing (CHN)                 | Lee Sang-hwa (KOR)                 |
| 2006 | n-a avut loc                      | n-a avut loc                       | n-a avut loc                       | n-a avut loc                       |
| 2007 | Salt Lake City (USA)              | Jenny Wolf (GER)                   | Wang Beixing (CHN)                 | Sayuri Ōsuga (JPN)                 |
| 2008 | Nagano (JPN)                      | Jenny Wolf (GER)                   | Wang Beixing (CHN)                 | Annette Gerritsen (NED)            |
| 2009 | Richmond (British Columbia) (CAN) | Jenny Wolf (GER)                   | Wang Beixing (CHN)                 | Lee Sang-hwa (KOR)                 |
| 2010 | n-a avut loc                      | n-a avut loc                       | n-a avut loc                       | n-a avut loc                       |

### 1000 m
| Anul | Locul                             | Aur                             | Argint                          | Bronz                     |
| ---- | --------------------------------- | ------------------------------- | ------------------------------- | ------------------------- |
| 1996 | Norvegia                          | Annamarie Thomas (NED)          | Chris Witty (USA)               | Emese Hunyady (AUT)       |
| 1997 | Polonia                           | Țările de Jos                   | Sandra Zwolle (NED)             | Franziska Schenk (GER)    |
| 1998 | Canada                            | Chris Witty (USA)               | Catriona LeMay-Doan (CAN)       | Franziska Schenk (GER)    |
| 1999 | Țările de Jos                     | Marianne Timmer (NED)           | Monique Garbrecht-Enfeldt (GER) | Catriona LeMay-Doan (CAN) |
| 2000 | Nagano (JPN)                      | Monique Garbrecht-Enfeldt (GER) | Marianne Timmer (NED)           | Chris Witty (USA)         |
| 2001 | Salt Lake City (USA)              | Monique Garbrecht-Enfeldt (GER) | Sabine Völker (GER)             | Catriona LeMay-Doan (CAN) |
| 2002 | n-a avut loc                      | n-a avut loc                    | n-a avut loc                    | n-a avut loc              |
| 2003 | Berlin (GER)                      | Anni Friesinger-Postma (GER)    | Jennifer Rodriguez (USA)        | Cindy Klassen (CAN)       |
| 2004 | Seoul (KOR)                       | Anni Friesinger-Postma (GER)    | Marianne Timmer (NED)           | Cindy Klassen (CAN)       |
| 2005 | Inzell (GER)                      | Barbara de Loor (NED)           | Anni Friesinger-Postma (GER)    | Marianne Timmer (NED)     |
| 2006 | n-a avut loc                      | n-a avut loc                    | n-a avut loc                    | n-a avut loc              |
| 2007 | Salt Lake City (USA)              | Ireen Wüst (NED)                | Anni Friesinger-Postma (GER)    | Christine Nesbitt (CAN)   |
| 2008 | Nagano (JPN)                      | Anni Friesinger-Postma (GER)    | Kristina Groves (CAN)           | Annette Gerritsen (NED)   |
| 2009 | Richmond (British Columbia) (CAN) | Christine Nesbitt (CAN)         | Anni Friesinger-Postma (GER)    | Margot Boer (NED)         |
| 2010 | n-a avut loc                      | n-a avut loc                    | n-a avut loc                    | n-a avut loc              |

### 1500
| Anul | Locul                | Aur                            | Argint                         | Bronz                    |
| ---- | -------------------- | ------------------------------ | ------------------------------ | ------------------------ |
| 1996 | Hamar (NOR)          | Annamarie Thomas (NED)         | Claudia Pechstein (GER)        | Sandra Zwolle (NED)      |
| 1997 | Warschau (POL)       | Gunda Niemann-Stirnemann (GER) | Anni Friesinger-Postma (GER)   | Marianne Timmer (NED)    |
| 1998 | Calgary (CAN)        | Anni Friesinger (GER)          | Gunda Niemann-Stirnemann (GER) | Claudia Pechstein (GER)  |
| 1999 | Heerenveen (NED)     | Emese Hunyady (AUT)            | Gunda Niemann-Stirnemann (GER) | Tonny de Jong (NED)      |
| 2000 | Nagano (JPN)         | Claudia Pechstein (GER)        | Anni Friesinger-Postma (GER)   | Emese Hunyady (AUT)      |
| 2001 | Salt Lake City (USA) | Anni Friesinger-Postma (GER)   | Maki Tabata (JPN)              | Cindy Klassen (CAN)      |
| 2002 | n-a avut loc         | n-a avut loc                   | n-a avut loc                   | n-a avut loc             |
| 2003 | Berlin (GER)         | Anni Friesinger-Postma (GER)   | Maki Tabata (JPN)              | Jennifer Rodriguez (USA) |
| 2004 | Seoul (KOR)          | Anni Friesinger-Postma (GER)   | Cindy Klassen (CAN)            | Jennifer Rodriguez (USA) |
| 2005 | Inzell (GER)         | Cindy Klassen (CAN)            | Anni Friesinger-Postma (GER)   | Jennifer Rodriguez (USA) |
| 2006 | n-a avut loc         | n-a avut loc                   | n-a avut loc                   | n-a avut loc             |
| 2007 | Salt Lake City (USA) | Ireen Wüst (NED)               | Cindy Klassen (CAN)            | Kristina Groves(CAN)     |
| 2008 | Japonia              | Anni Friesinger-Postma (GER)   | Paulien van Deutekom (NED)     | Kristina Groves (CAN)    |
| 2009 | Canada               | Anni Friesinger-Postma (GER)   | Ireen Wüst (NED)               | Christine Nesbitt (CAN)  |
| 2010 | n-a avut loc         | n-a avut loc                   | n-a avut loc                   | n-a avut loc             |

### 3000 m
| Anul | Locul                | Aur                            | Argint                         | Bronz                        |
| ---- | -------------------- | ------------------------------ | ------------------------------ | ---------------------------- |
| 1996 | Hamar (NOR)          | Gunda Niemann-Stirnemann (GER) | Claudia Pechstein (GER)        | Lyudmila Prokasheva (KAZ)    |
| 1997 | Warschau (POL)       | Gunda Niemann-Stirnemann (GER) | Anni Friesinger-Postma (GER)   | Carla Zijlstra (NED)         |
| 1998 | Calgary (CAN)        | Gunda Niemann-Stirnemann (GER) | Claudia Pechstein (GER)        | Anni Friesinger-Postma (GER) |
| 1999 | Heerenveen (NED)     | Gunda Niemann-Stirnemann (GER) | Tonny de Jong (NED)            | Claudia Pechstein (GER)      |
| 2000 | Nagano (JPN)         | Claudia Pechstein (GER)        | Gunda Niemann-Stirnemann (GER) | Maki Tabata (JPN)            |
| 2001 | Salt Lake City (USA) | Gunda Niemann-Stirnemann (GER) | Anni Friesinger-Postma (GER)   | Claudia Pechstein (GER)      |
| 2002 | n-a avut loc         | n-a avut loc                   | n-a avut loc                   | n-a avut loc                 |
| 2003 | Berlin (GER)         | Anni Friesinger-Postma (GER)   | Claudia Pechstein (GER)        | Gretha Smit (NED)            |
| 2004 | Seoul (KOR)          | Claudia Pechstein (GER)        | Anni Friesinger-Postma (GER)   | Gretha Smit (NED)            |
| 2005 | Inzell (GER)         | Cindy Klassen (CAN)            | Claudia Pechstein (GER)        | Kristina Groves (CAN)        |
| 2006 | n-a avut loc         | n-a avut loc                   | n-a avut loc                   | n-a avut loc                 |
| 2007 | Salt Lake City (USA) | Martina Sáblíková (CZE)        | Renate Groenewold (NED)        | Cindy Klassen (CAN)          |
| 2008 | Japonia              | Kristina Groves (CAN)          | Paulien van Deutekom (NED)     | Daniela Anschütz-Thoms (GER) |
| 2009 | Canada               | Renate Groenewold (NLD)        | Martina Sáblíková (CZE)        | Kristina Groves (CAN)        |
| 2010 | n-a avut loc         | n-a avut loc                   | n-a avut loc                   | n-a avut loc                 |

### 5000 m
| Anul | Locul                | Aur                            | Argint                  | Bronz                       |
| ---- | -------------------- | ------------------------------ | ----------------------- | --------------------------- |
| 1996 | Hamar (NOR)          | Claudia Pechstein (GER)        | Carla Zijlstra (NED)    | Elena Belci-Dal Farra (ITA) |
| 1997 | Warschau (POL)       | Gunda Niemann (GER)            | Carla Zijlstra (NED)    | Claudia Pechstein (GER)     |
| 1998 | Calgary (CAN)        | Gunda Niemann-Stirnemann (GER) | Claudia Pechstein (GER) | Carla Zijlstra (NED)        |
| 1999 | Heerenveen (NED)     | Gunda Niemann-Stirnemann (GER) | Claudia Pechstein (GER) | Tonny de Jong (NED)         |
| 2000 | Nagano (JPN)         | Gunda Niemann-Stirnemann (GER) | Claudia Pechstein (GER) | Tonny de Jong (NED)         |
| 2001 | Salt Lake City (USA) | Gunda Niemann-Stirnemann (GER) | Claudia Pechstein (GER) | Maki Tabata (JPN)           |
| 2002 | n-a avut loc         | n-a avut loc                   | n-a avut loc            | n-a avut loc                |
| 2003 | Berlin (GER)         | Claudia Pechstein (GER)        | Clara Hughes (CAN)      | Gretha Smit (NED)           |
| 2004 | Seoul (KOR)          | Clara Hughes (CAN)             | Gretha Smit (NED)       | Claudia Pechstein (GER)     |
| 2005 | Inzell (GER)         | Anni Friesinger-Postma (GER)   | Claudia Pechstein (GER) | Clara Hughes (CAN)          |
| 2006 | n-a avut loc         | n-a avut loc                   | n-a avut loc            | n-a avut loc                |
| 2007 | Salt Lake City (USA) | Martina Sáblíková (CZE) (WR)   | Claudia Pechstein (GER) | Kristina Groves (CAN)       |
| 2008 | Japonia              | Martina Sáblíková (CZE)        | Clara Hughes (CAN)      | Kristina Groves (CAN)       |
| 2009 | Canada               | Martina Sáblíková (CZE)        | Clara Hughes (CAN)      | Kristina Groves (CAN)       |
| 2010 | n-a avut loc         | n-a avut loc                   | n-a avut loc            | n-a avut loc                |

### Echipă
| Anul | Locul                      | Aur                                                            | Argint                                                         | Bronz                                                          |
| ---- | -------------------------- | -------------------------------------------------------------- | -------------------------------------------------------------- | -------------------------------------------------------------- |
| 2005 | Germania                   | GermaniaAnni Friesinger Daniela Anschütz Sabine Völker         | CanadaKristina Groves Clara Hughes Cindy Klassen               | JaponiaEriko Ishino Nami Nemoto Maki Tabata                    |
| 2006 | n-a avut loc               | n-a avut loc                                                   | n-a avut loc                                                   | n-a avut loc                                                   |
| 2007 | Statele Unite ale Americii | CanadaKristina Groves Nesbitt Rempel                           | Țările de JosIreen Wüst Renate Groenewold Paulien van Deutekom | GermaniaClaudia Pechstein Daniela Anschütz Lucille Opitz       |
| 2008 | Japonia                    | Țările de JosRenate Groenewold Ireen Wüst Paulien van Deutekom | CanadaKristina Groves Christine Nesbitt Brittany Schussler     | GermaniaClaudia Pechstein Daniela Anschütz-Thoms Lucille Opitz |
| 2009 | Canada                     | CanadaKristina Groves Christine Nesbitt Brittany Schussler     | Țările de JosJorien Voorhuis Renate Groenewold Ireen Wüst      | JaponiaMaki Tabata Masako Hozumi Hiromi Otsu                   |
| 2010 | n-a avut loc               | n-a avut loc                                                   | n-a avut loc                                                   | n-a avut loc                                                   |